# Samuel Vimes
Samuel Vimes – fikcyjna postać wykreowana przez Terry’ego Pratchetta w cyklu powieści Świat Dysku. Początkowo (Straż! Straż!, Zbrojni) kapitan Straży Miejskiej Ankh-Morpork – Nocna Zmiana, w kolejnych powieściach cyklu występuje już jako komendant Straży Miejskiej. W tomie Bogowie, honor, Ankh-Morpork, Samuel Vimes zostaje diukiem. Jego pełne nazwisko wraz z tytułami brzmi: jego łaskawość, jego ekscelencja diuk Ankh, komendant sir Samuel Vimes.
Postać Samuela Vimesa pojawia się w cyklu Świat Dysku w powieści Straż! Straż! jako postać raczej drugoplanowa. Zarówno postać, jak i poglądy Samuela Vimesa ewoluują podczas lektury książek cyklu: od nałogowego pijaka do przykładnego męża, od dowódcy dwóch dekowników do prężnego i skutecznego dowódcy policji Ankh-Morpork.
|  |

Jak opowiada w Zbrojnych, wychował się w jednej z biedniejszych dzielnic Ankh-Morpork (przy ulicy Kogudziobnej), jego kondycja uległa polepszeniu dopiero wówczas, gdy wstąpił jako młodszy funkcjonariusz do Straży Miejskiej. Jest odległym potomkiem Kamiennej Gęby – komendanta Straży, który osądził i ściął ostatniego króla Ankh-Morpork Lorenza Łagodnego („lubił dzieci”, „znalezione pozostałości”).
Poślubił lady Sybil Ramkin (w tomie Zbrojni), mają syna, Sama Juniora (narodzony w tomie Straż nocna). Codziennie o osiemnastej czyta mu książkę „Gdzie jest moja krówka?”, doszedł już do perfekcji w naśladowaniu odgłosów wydawanych przez pojawiające się tam zwierzęta. Zdarzyło mu się raz spróbować własnej trawestacji, z udziałem siebie i Paskudnego Starego Rona, jednak po podchwyceniu przez Małego Sama niewłaściwych elementów z jej warstwy leksykalnej, zdecydowanie zaprzestał tej praktyki.
W Straży nocnej okazuje się, że tak naprawdę sam siebie nauczył wielu rzeczy z tego, co wie obecnie. Cofnął się bowiem w czasie, podczas pościgu za groźnym przestępcą (spadając z dachu do biblioteki Niewidocznego Uniwersytetu) i w przeszłości stał się Johnem Keelem, swoim własnym sierżantem.
Brał więc jako Keel udział w rewolucji 25 maja i tam też „umarł” podczas walk.
W Bogowie, honor, Ankh-Morpork z pomocą plemienia D’regów przyczynił się znacznie do powstrzymania wojny pomiędzy Ankh-Morpork a Klatchem, aresztując armie obu krajów, a także przywrócenia do władzy Havelocka Vetinariego.
Jest cyniczny do granic możliwości. Widać to we wszystkim co robi, i co mówi. Gdy tłum rewolucjonistów pragnął „Wolności, Prawdy i Sprawiedliwości” (i „sensownie płatnej miłości”, co dodała Gildia Szwaczek) on powiedział, że chce Jajka Na Twardo. Uargumentował to stwierdzeniem, że kiedy jutro wzejdzie słońce, nikt z nich nie dostanie wolności, prawdy i sprawiedliwości, a on może będzie miał szansę na swoje Jajko.
Nie lubi gier, gdyż nie są w żaden sposób rzeczywiste. Twierdzi, że gdyby szachy przełożyć na rzeczywistość, pionki rządzone przez wariatów nakazujących im się non stop zabijać, założyłyby w kilku ruchach republikę i obaliły tyranię. Nie wierzy w rewolucje, gdyż „rewolucja przychodzi po rewolucji, dlatego są tak nazwane i dlatego żadna nie jest ostateczną”.
Jest nieprzekupny. Każdy, kto próbuje wręczyć mu łapówkę kończy z co najwyżej połamanymi palcami. Podziwiają go wszyscy strażnicy na Świecie Dysku, w odległych „komisariatach” zatrudnia się nawet strażników, którzy są żartobliwie określani „małymi Samami”, „młodymi Samami”, „Samsami” (etc.). Są to strażnicy nieprzekupni, z ideałami, szczerzy, najczęściej wytrenowani pod okiem Vimesa, którzy wyjechali z miasta, aby służyć gdzie indziej.
Znany również jako „Terrier Vetinariego”.
Nazwa postaci została użyta do epitetu gatunkowego wymarłego gatunku kredowej rośliny nagonasiennej z Wielkiej Brytanii: Pseudotorellia vimesiana.
Postać została uznana za jedna z dziesięciu najlepszych fikcyjnych postaci ze Świata Dysku.

## Rodzina

### Lady Sybil Vimes
Pełny tytuł: Jej Miłość, księżna Ankh, Lady Sybil Deidre Olgivanna Vimes z domu Ramkin – żona Samuela Vimesa (poślubiona w tomie Zbrojni); matka Sama Juniora (narodzony w tomie Straż nocna). Po raz pierwszy pojawia się w tomie Straż! Straż!.
Urodziła się w najbogatszej rodzinie w Ankh-Morpork i mieszka w najbardziej jej prestiżowej dzielnicy – Scoone Avenue. Jest wiodącym ekspertem w dziedzinie smoków bagiennych i posiada specjalne zagrody na terenie posiadłości, gdzie je wychowuje i o nie dba. Mocno zbudowana kobieta przyzwyczajona do wydawania rozkazów. Jej pasją jest hodowanie smoków ziejących ogniem, dlatego jej kasztanowa fryzura jest peruką. Z powodu pracy przy smokach często chodzi w pancerzu i wysokich butach.